# Jean-Baptiste Diouf
Jean Baptiste Diouf est un homme politique sénégalais et maire de la commune de Grand Dakar depuis 2009. 

## Biographie
Jean Baptiste est un acteur de la scène politique Sénégalais. Jean-Baptiste Diouf est membre du parti Socialiste Sénégalais et maire de Grand Dakar depuis 2009  et est réélu pour un troisième mandat en 2022. Il a aussi été député et reste une figure clé de la coalition Benno Bokk Yaakaar. Ses actions prioritaires pour Grand Dakar sont la modernisation du cadre de vie et l'environnement. Il résiste à la vague d'opposition dans les médias sur la politique locale et nationale, exprime régulièrement ses positions sur la politique locale et nationale.

## Vie Politique
Jean-Baptiste Diouf est un homme politique sénégalais, membre du parti Socialiste Sénégalais. Il est Maire de la commune de Grand Dakar depuis 2009 et été réélu en 2022 on obtenant 5 942 voix contre 5 697 pour la coalition Yewwi Askan wi.
En 2024, il annonce sa candidature à l'élection présidentielle, mais ne parvient pas à franchir l'étape des parrainages. Il rejoint alors la coalition Khalifa Président dirigée par Khalifa Sall.
En tant que maire, Diouf met en œuvre plusieurs projets visant à moderniser Grand-Dakar. Il initié des travaux de pavage et de bitumage des rues, ainsi que l'extension du marché de la communauté. Il accorde également une attention particulière à l'amélioration de l'accès aux soins de santé.